# ألان كير
ألان كير (بالإنجليزية: Alan Kerr)‏ هو لاعب هوكي الجليد أمريكي، ولد في 28 مارس 1964 في هازلتون في كندا.

## وصلات خارجية
- ألان كير على موقع دوري الهوكي الوطني (الإنجليزية)
- ألان كير على موقع EliteProspects.com (الإنجليزية)
- ألان كير على موقع HockeyDB.com (الإنجليزية)
- ألان كير على موقع Hockey-Reference.com (الإنجليزية)